# Nannothelypteris inaequilobata
Nannothelypteris inaequilobata är en kärrbräkenväxtart som beskrevs av Holtt. Nannothelypteris inaequilobata ingår i släktet Nannothelypteris och familjen Thelypteridaceae. Inga underarter finns listade.